# Love of May
Pour plus de détails, voir Fiche technique et Distribution.
Love of May (五月之戀, Wu yue zhi lian) est un film taïwanais de Hsu Hsiao-ming, sorti en 2004.

## Synopsis
Xuan, une jeune étudiante de 17 ans à l'Opéra de Pékin, est fan du groupe de rock Mayday. Elle rencontre Alei, un adolescent responsable de la maintenance du site Internet du groupe Mayday et établit avec lui une amitié virtuelle. 

## Fiche technique
- Titre : Love of May
- Titre original : 五月之戀 (Wu yue zhi lian)
- Réalisation : Hsu Hsiao-ming
- Scénario : Huang Chih-hsian
- Directeur de la photographie : John Han
- Musique : May Day
- Montage : Liao Ching-Song
- Sociétés de production : Pyramide Productions, Arc Light Films
- Pays d'origine :  Taïwan
- Langue originale : Mandarin
- Format : Couleur - 1.85:1 - 35 mm
- Genre : Romance
- Durée : 1h45 minutes
- Dates de sortie :
  -  Taïwan : 16 juillet 2004
  -  France : 2 août 2006

## Distribution
- Chen Bo-lin : Alei
- Liu Yifei : Xuan
- Tien Feng : Zhao
- Lu Der-ming : Xinzhong

## Autour du film
- Quatrième et dernier volet de la collection Contes de la Chine moderne.